# 161st Air Refueling Wing

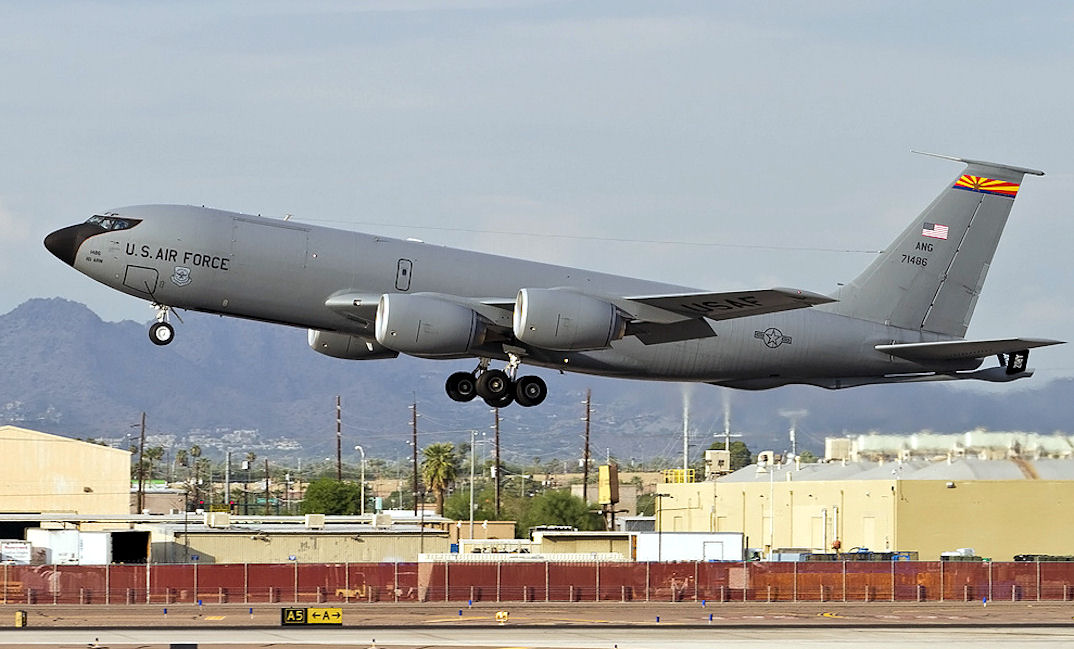
KC-135R dello Stormo

Il 161st Air Refueling Wing è uno Stormo da Rifornimento in volo della Arizona Air National Guard. Riporta direttamente all'Air Mobility Command quando attivato per il servizio federale. 
Il suo quartier generale è situato presso la Goldwater Air National Guard Base, Arizona.

## Organizzazione
Attualmente, al settembre 2017, esso controlla:
- 161st Operations Group, striscia di coda con bandiera dell'Arizona
  - 161st Operations Support Flight
  -  197th Air Refueling Squadron - Equipaggiato con KC-135R
- 161st Maintenance Group
  - 161st Aircraft Maintenance Squadron
  - 161st Maintenance Squadron
  - 161st Maintenance Operations Flight
- 161st Mission Support Group
  - 161st Civil Engineer Squadron
  - 161st Force Support Squadron
  - 161st Logistics Readiness Squadron
  - 161st Security Forces Squadron
  - 161st Communications Flight
- 161st Medical Group
- 161st Comptroller Flight